# Omar Caetano
Omar Caetano Otero (Montevideo, Uruguay, 8 de noviembre de 1938 - Montevideo, Uruguay, 2 de julio de 2008) fue un futbolista uruguayo que jugaba de lateral durante muchos años en el Club Atlético Peñarol de Uruguay.

## Trayectoria
Su primer club fue el Canillitas, donde transcurrió varios años en categorías juveniles. Debutó como profesional en 1961 en Peñarol de Montevideo, equipo en el que jugaría 14 años ininterrumpidamente.
Se retiraría en el año 1975 tras un breve paso por el Cosmos de Nueva York en Estados Unidos donde coincidió con el jugador brasileño Pelé.

### Luego del fútbol
En sus últimos dos años de vida, fue entrenador de las divisionales infantiles de 8.ª y 9.ª en Peñarol.

## Selección nacional
Ha sido internacional con la Selección de Uruguay en 29 ocasiones. Representó a su país en dos Mundiales (Inglaterra 1966 y México 1970).

### Participaciones en Copas del Mundo
| Mundial              | Sede       | Resultado        |
| -------------------- | ---------- | ---------------- |
| Copa Mundial de 1966 | Inglaterra | Cuartos de final |
| Copa Mundial de 1970 | México     | Semifinales      |

### Participaciones en Copa América
| Copa América      | Sede    | Resultado |
| ----------------- | ------- | --------- |
| Copa América 1967 | Uruguay | Campeón   |

## Clubes
| Club            | País           | Año       | Partidos | Goles |
| --------------- | -------------- | --------- | -------- | ----- |
| Peñarol         | Uruguay        | 1961-1975 | 530      | 10    |
| New York Cosmos | Estados Unidos | 1975      | 8        | 0     |

## Palmarés

### Campeonatos nacionales
| Título                  | Club    | País    | Año  |
| ----------------------- | ------- | ------- | ---- |
| Campeonato Uruguayo (1) | Peñarol | Uruguay | 1961 |
| Campeonato Uruguayo (2) | Peñarol | Uruguay | 1962 |
| Campeonato Uruguayo (3) | Peñarol | Uruguay | 1964 |
| Torneo de Honor         | Peñarol | Uruguay | 1964 |
| Campeonato Uruguayo (4) | Peñarol | Uruguay | 1965 |
| Campeonato Uruguayo (5) | Peñarol | Uruguay | 1967 |
| Torneo de Honor         | Peñarol | Uruguay | 1967 |
| Campeonato Uruguayo (6) | Peñarol | Uruguay | 1968 |
| Campeonato Uruguayo (7) | Peñarol | Uruguay | 1973 |
| Campeonato Uruguayo (8) | Peñarol | Uruguay | 1974 |
| Campeonato Uruguayo (9) | Peñarol | Uruguay | 1975 |

### Campeonatos internacionales
| Título                                    | Equipo             | Sede       | Año  |
| ----------------------------------------- | ------------------ | ---------- | ---- |
| Copa Libertadores                         | Peñarol            | São Paulo  | 1961 |
| Copa Intercontinental                     | Peñarol            | Montevideo | 1961 |
| Copa Libertadores                         | Peñarol            | Santiago   | 1966 |
| Copa Intercontinental                     | Peñarol            | Madrid     | 1966 |
| Copa América                              | Selección uruguaya | Montevideo | 1967 |
| Supercopa de Campeones Intercontinentales | Peñarol            | La Plata   | 1969 |

### Otros torneos
| Título              | Club    | País    | Año  |
| ------------------- | ------- | ------- | ---- |
| Torneo Cuadrangular | Peñarol | Uruguay | 1963 |
| Copa Montevideo     | Peñarol | Uruguay | 1971 |
| Copa del Atlántico  | Peñarol | Uruguay | 1972 |

### Distinciones individuales
- 3° jugador con más presencias clásicas (57 partidos).[3]
- Jugador de Peñarol que más ediciones de Copa Libertadores disputó (12 ediciones).